# لوکاس ری
لوکاس ری (اسپانیایی: Lucas Rey‎؛ زادهٔ ۱۱ اکتبر ۱۹۸۲) بازیکن هاکی روی چمن اهل آرژانتین است که در مسابقات کشوری و بین‌المللی در مجموع برندهٔ ۴ مدال طلا، ۱ مدال نقره، ۱ مدال برنز شده‌است.